# Sainte-Dode
Sainte-Dode é uma comuna francesa na região administrativa de Occitânia, no departamento de Gers. Estende-se por uma área de 18,84 km². Em 2010 a comuna tinha 217 habitantes (densidade: 11,5 hab./km²).